# Посёлок отделения № 2 совхоза «Новосергиевский»
отделе́ния № 2 совхо́за «Новосе́ргиевский» — посёлок в Крыловском районе Краснодарского края.
Входит в состав Новосергиевского сельского поселения.

## Население
| 2002 | 2010 |
| ---- | ---- |
| 148  | ↘109 |

## Улицы
| - ул. Красная, - ул. Партизанская, | - ул. Радужная, - ул. Северная. |